# 島田絵海
島田 絵海（しまだ えみ、1959年3月2日 - ）は、日本の翻訳家。

## 経歴
京都女子大学卒業。米文学専攻。
1987年2月、カート・ヴォネガットやジョン・アップダイクらがボストンで開催した慈善朗読会で、車椅子の作家アンドレ・デビュースと出会う。
アンドレ・デビュース『アダルタリー』（1992）の他、アンドレ・デビュース短編集、エリザベス・バーグ『ケイティの夏』（1994）『永い眠りにつく前に』（1995）などの訳書がある。

## 翻訳
- 「ラスト・アメリカン・ヒーロー」（トム・ウルフ、、五嶋恵美理名で共訳、東京書籍、『ラスト・アメリカン・ヒーロー：ベスト・オブ・スポーツコラム』所収） 1988　ISBN 4487761042
- 『ホモ好きの魔女』（ロバート・ローディ（英語版）、太陽社） 1994　ISBN 488468043X
- 「敗者の24時間」（リチャード・イェーツ、紀伊國屋書店、「I feel：読書風景」1997年春号所収） - 短編

### アンドレ・デビュース
- 『アダルタリー』（アンドレ・デビュース、紀伊國屋書店、アンドレ・デビュース作品集） 1992　ISBN 4314005890
- 『プリティ・ガール』（アンドレ・デビュース、紀伊國屋書店、アンドレ・デビュース作品集2） 1993　ISBN 4314006013
- 『月からの声』（アンドレ・デビュース、紀伊國屋書店、アンドレ・デビュース作品集3） 1994　ISBN 4314006870
- 「日曜の朝」（アンドレ・デビュース、朝日新聞社、「一冊の本」1996年9月号所収） - 短編
- 「恋唄」（アンドレ・デビュース、紀伊國屋書店「I feel：読書風景」2000年春号所収） - 短編
- 「イン・ザ・ベッドルーム」（アンドレ・デビュース、紀伊國屋書店「I feel：読書風景」2003年春号・夏号所収） - 中編

### エリザベス・バーグ
- 『ケイティの夏』（エリザベス・バーグ、ベネッセ） 1994　ISBN 4828824820
- 『永い眠りにつく前に』（エリザベス・バーグ、ベネッセ） 1995　ISBN 4828824995
- 『ジェイ』（エリザベス・バーグ、朝日新聞社） 1996　ISBN 4022569875